# 게이레쓰
게이레쓰(일본어: 系列 케이레츠[*], 한국어: 계열)는 현대 일본의 거대 기업집단을 일컫는 용어이다. 일본 제국 시기의 기업집단이던 자이바쓰(재벌)는 전후 미군정에 의해 강제 해체를 당하였다. 그러나 구 재벌들은 1950년대부터 재결집을 시작하였고 그것이 게이레쓰의 원류이다.
1990년대에 일본에서 일어난 버블 붕괴로 인하여 다시 한 번 많은 게이레쓰들이 망하거나 합병되었다. 하지만 게이레쓰들은 여전히 일본 경제의 중추를 담당하고 있다. 그러나 일본의 게이레쓰 체제가 퇴색하고 있다는 분석도 존재한다.

## 6대 게이레쓰
- 미쓰이
- 스미토모
- 미쓰비시
- 후요
- 산와
- 다이이치간교

## 같이 보기
- 과점